# Alfred Auguste de Groulard
Alfred Auguste de Groulard, né à Libourne le 3 février 1835, décédé à Châlons-sur-Marne le 4 décembre 1891 à la suite d'une courte maladie, est un militaire français. 
Colonel du 106e de ligne, à Chalons sur Marne (en Champagne actuellement), il a participé à 9 campagnes : en Crimée, en Syrie, en Algérie, au Mexique, contre l'Allemagne et contre l'insurrection lyonnaise en 1871.
Le colonel de Groulard était estimé et chéri de ses soldats, dont il avait toute la confiance, et M. le lieutenant-colonel de Luxer, dans son ordre du jour au régiment à l'occasion de sa mort, fait le plus grand éloge de ses qualités du cœur et de l'esprit, de sa bravoure et de son expérience.
On cite de lui partout où il a été appelé à combattre de glorieux faits d'armes.

## Décorations
- Officier de la Légion d'honneur
- Chevalier du Medjdié et de N.-D. de Guadeloupe
- Décoré de la médaille commémorative du Mexique

## États de services
- 14 novembre 1854 : Entré à Saint-Cyr, il faisait partie d'une promotion qui ne resta qu'un an à l'École, en raison de la guerre de Crimée.
- 1er octobre 1855, Nommé Sous-lieutenant au 16e bataillon de chasseurs à pied, il partit pour l'armée d'Orient ;
- 8 septembre 1861, il était appelé au 12e bataillon comme lieutenant
- 6 janvier 1864, il passait sur sa demande avec son grade en Afrique au 2e bataillon d'infanterie légère
- 17 mai 1865, Chevalier de la Légion d'honneur,
- 30 août 1867, Promu capitaine au 58e de ligne, au moment de la guerre de 1870 il était au 28° de ligne, il revint en France, il était alors capitaine-adjudant-major ;
- 1er janvier 1871, il était nommé chef de bataillon et l'année suivante il passait avec son grade au 20e régiment de ligne et au 143e le 13 octobre 1873. Après une mise en non activité pour infirmités temporaires, il reprit du service en 1876, et fut nommé le
- 6 octobre 1882, Promu lieutenant-colonel au 20e d'infanterie
- 13 janvier 1887, Promu colonel au 106eà Chalons sur marne.
- 17 mai 1888, Officier de la Légion d'honneur,

## source
- Journal, Marne 1891